# Sylvia Gabelmann

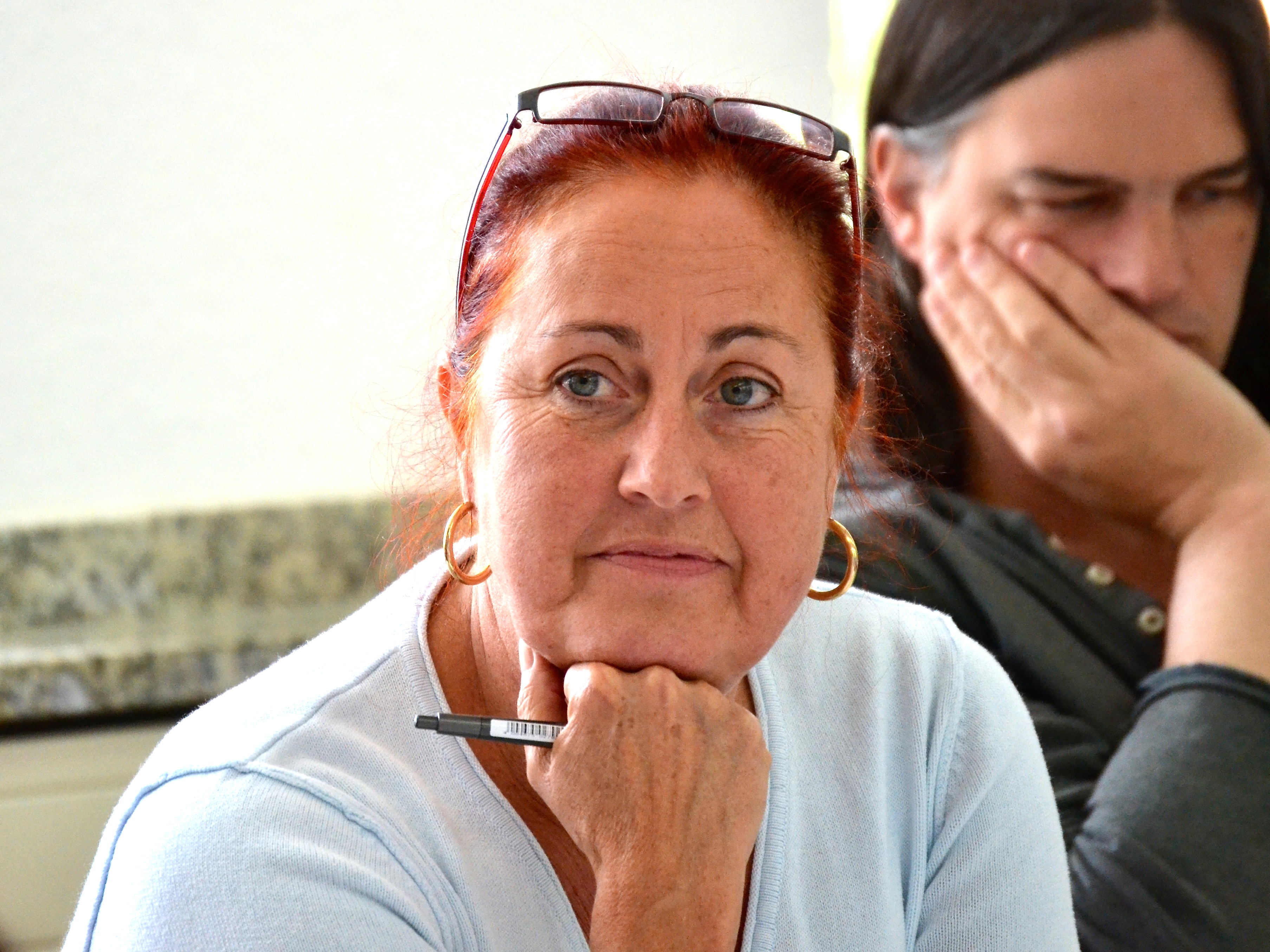
Sylvia Gabelmann (2016)

Sylvia Gabelmann (* 7. September 1958 in Bad Homburg vor der Höhe) ist eine ehemalige deutsche Politikerin (Die Linke) und war von 2017 bis 2021 Abgeordnete im Deutschen Bundestag.

## Biografie
Sylvia Gabelmann beendete den Schulbesuch 1977 mit dem Abitur. Sie schloss daran zunächst eine Ausbildung zur Apothekenhelferin und dann ein Pharmaziestudium an der Universität Frankfurt am Main mit Approbation 1986 an. In ihrem Beruf war sie bis 2002 tätig.

## Politik und Partei
Gabelmann trat im März 2008 in die Partei Die Linke ein und war dort von 2009 bis 2012 und erneut ab 2016 stellvertretende Landessprecherin in Nordrhein-Westfalen. Ab 2011 war sie als Mitarbeiterin im Parlamentarischen Untersuchungsausschuss „Jülich“ für die Fraktion Die Linke im Landtag von Nordrhein-Westfalen beschäftigt. Von 2013 bis 2017 war sie angestellt als wissenschaftliche Mitarbeiterin bei dem Bundestagsabgeordneten Alexander Neu.
Von 2011 bis 2014 gehörte sie der Landschaftsversammlung Rheinland an, im Jahr 2014 auch der Bundesversammlung. Bei der Bundestagswahl 2017 erhielt sie ein Mandat über die Landesliste.
2018 gehörte Gabelmann dem Bundessprecherrat der von Verfassungsschutzbehörden als linksextrem eingeschätzten Antikapitalistischen Linken innerhalb der Linkspartei an. Sie ist seit dem 23. November 2019 Mitglied der VVN-BdA.
Im 19. Deutschen Bundestag war Gabelmann ordentliches Mitglied im Ausschuss für Gesundheit sowie im Unterausschuss für Globale Gesundheit. Zudem ist sie als stellvertretendes Mitglied im Ausschuss für Ernährung und Landwirtschaft vertreten. Zur Bundestagswahl 2021 kandidierte sie nicht mehr.